# Подлесская, Вера Исааковна
Вера Исааковна Подлесская (р. 22 сентября 1953 г., Москва) — российский лингвист, японист, доктор филологических наук, профессор Российского государственного гуманитарного университета, главный научный сотрудник Института языкознания РАН.

## Биография
Вера Исааковна Подлесская родилась 22 сентября 1953 г. в Москве. В 1970 году поступила на Отделение структурной и прикладной лингвистики филологического факультета МГУ. После окончания университета поступила в аспирантуру. В 1980 году была защищена кандидатская диссертация «Вопросы семантико-синтаксического исследования лексики современного японского языка».
В 1975—1997 годах являлась научным сотрудником Института востоковедения АН СССР (РАН). В 1994 году в Институте востоковедения защитила докторскую диссертацию «Сложное предложение и другие типы полипредикативных конструкций в современном японском языке: Теория и типология».
С 1997 года работает в Российском государственном гуманитарном университете. С 2000 года — заместитель директора Института лингвистики РГГУ по научной работе, руководитель Учебно-научного центра лингвистической типологии, с 2019 года — руководитель магистерской программы «Фундаментальная и компьютерная лингвистика». С 2002 года — профессор.
Читает авторские курсы «Типология полипредикативных конструкций», «Теоретическая грамматика японского языка: синтаксис», «Типологический портрет основного изучаемого языка (японский язык)», «Английский язык для профессиональной коммуникации», «Методология исследовательской деятельности и академическая культура». Член редколлегии журнала «Вопросы языкознания».
С 2023 года — главный научный сотрудник Отдела теоретической лингвистики Института языкознания РАН.

## Научная деятельность
Область научных интересов включает структурную и прикладную лингвистику, лексическую и грамматическую типологию, дискурсивный анализ, анализ устной речи, грамматику японского языка, корпусные исследования лексики и грамматики.
Монографии «Вопросы лексической и синтаксической семантики: (Анафора в современном японском языке)» (1990) и «Сложное предложение в современном японском языке: (Материалы к типологии полипредикативности)» (1993) посвящены проблемам синтаксиса и семантики японского языка.
Монография «Теоретическая грамматика японского языка» (2008) является первой фундаментальной грамматикой современного японского языка, изданной на русском языке. В ней систематически изложены основные сведения о грамматическом строе японского языка, о морфологии и синтаксисе, дополненные языковыми примерами в латинской транскрипции, откомментированными и переведенными.
В монографии «Рассказы о сновидениях: Корпусное исследование устного русского дискурса» (2009) проводится лингвистический анализ корпуса устных рассказов детей и подростков о своих сновидениях. В центре внимания такие свойства устной речи, как просодическое и семантико-синтаксическое членение речи, паузы, тоны, темп, иллокутивная и фазовая структура, полипредикативность, речевые сбои и затруднения и др. В книге сравнивается речевая структура рассказов детей и подростков с невротическими расстройствами и здоровым рассказчикам, что может иметь практическое применение при диагностике неврозов.

## Основные работы
- Вопросы лексической и синтаксической семантики: (Анафора в современном японском языке). М.: Наука, 1990. 136 с.
- Сложное предложение в современном японском языке: (Материалы к типологии полипредикативности). М., 1993. 177 с.
- Causatives and Causality: Towards a Semantic Typology of Causal Relations // Causatives and Transitivity. Amsterdam; Philadelphia: John Benjamins, 1993. P. 165—176.
- Syntax and Semantics of Resumption: some Evidence from Russian Conditional Conjuncts // Russian Linguistics. 1997. Vol. 21. P. 125—155.
- Conditional constructions // Language Typology and Language Universals. An International Handbook. Berlin, New York: Walter de Gruyter. 2001. P. 998—1010.
- К созданию корпусов устной русской речи: принципы транскрибирования // Научно-техническая информация. Сер. 2: Информационные процессы и системы. № 10. 2003. С. 5-12. (совм.с А. А. Кибриком)
- 'Give'-verbs as permissive auxiliaries in Russian // STUF. № 58 (1). 2005. P. 124—138.
- Auxiliation of 'give' verbs in Russian: Discourse evidence for grammaticalization // T.Tsunoda and T.Kageyama (eds.). Voice and Grammatical Relations. [Typological studies in languages, v.65]. Amsterdam; Philadelphia: John Benjamins, 2005, 297—327
- Теоретическая грамматика японского языка. В 2 кн. М.: Наталис, 2008. Т. 1. 560 с. Т. 2. 464 с. (соавт. Алпатов В. М., Аркадьев П. М.)
- Рассказы о сновидениях: Корпусное исследование устного русского дискурса. М.: Языки славянских культур, 2009. 736 с. (ред., соавт, совм. с А. А. Кибриком и др.)
- Многозначность конструкции «что + за + именная группа» в свете данных Национального корпуса русского языка" // Компьютерная лингвистика и интеллектуальные технологии. Труды международной конференции «Диалог-2007». Москва: РГГУ, 2007, 460—469.
- From clause-combining to discourse structuring: the case of adversative constructions in Russian (with some reference to Japanese) / Kotoba no Tayshoo [Speech in Contrast]. Ed. by Hideki Kishimoto. Kuroshio Publishers, 2010, 155—174
- Parameters for typological variation of placeholders // N.Amiridze & Boid H.Davis and Margaret Maclagan (eds.) Fillers, Pauses and Placeholders. [Typological Studies in language (TSL), vol. 93]. Amsterdam/Philadelphia: John Benjamins, 2010, 11-32.
- Структурная и линейно-просодическая целостность именных групп по данным корпусного исследования: сочиненные и комитативные группы с личным местоимением первого лица в русском языке // Вопросы языкознания, № 1, 2012, 42-65.
- Concessive constructions in Russian: a case study of «a non-finite conditional plus focus particle» construction // Viktor S. Xrakovskij (ed.) Typology of Concessive Constructions. LINCOM Studies in Theoretical Linguistics 50. 497—506. 2012.
- «Чужая» речь в свете корпусных данных // Вопросы языкознания, № 4, 2018, 47-
- Транскрибирование устной речи // А. Е. Кибрик и др; под. ред. О. В. Федоровой и С. Г. Татевосова. Введение в науку о языке. М.: Буки Веди, 2019. 430—439.
- Полипредикация в японском устном нарративном дискурсе в сравнении с письменным: опыт корпусного исследования синтаксической сложности // Урало-алтайские исследования. 2019. № 2 (33), 83- 100 (соавт. В. А. Озолина)
- Russian spoken discourse: Local structure and prosody // Shlomo Izre’el, Heliana Mello, Alessandro Panunzi, Tommaso Raso (Eds.) In Search of Basic Units of Spoken Language: A corpus-driven approach. [Studies in Corpus Linguistics Vol 94]. John Benjamins Publishing Company, 2020, 36-76. (coauthors Kibrik, Andrej A., Korotaev, Nikolay A.)
- The Moscow approach to local discourse structure: An application to English // Shlomo Izre’el, Heliana Mello, Alessandro Panunzi, Tommaso Raso (Eds.) In Search of Basic Units of Spoken Language: A corpus-driven approach. [Studies in Corpus Linguistics Vol 94]. John Benjamins Publishing Company, 2020, 368—382. (coauthors Kibrik, Andrej A., Korotaev, Nikolay A.)
- «А тот Перовской не дал всласть поспать»: просодия и грамматика анафорического тот в зеркале корпусных данных // Компьютерная лингвистика и интеллектуальные технологии: По материалам ежегодной Международной конференции «Диалог» (Москва, 15 — 20 июня 2020). Вып. 19(26), 613—628

## Ученики
- Анна Владимировна Дегтярева, к.ф.н., ст. преп. РГГУ
- Николай Алексеевич Коротаев, к.ф.н., доцент РГГУ
- Зоя Викторовна Ефимова, к.ф.н. руководитель и преподаватель школы русского языка «Своими словами», Купертино, США
- Виктория Хуршудян, к.ф.н.,доцент, Национальный институт восточных языков и культур (Maître de conférences, Institut national des langues et civilisations orientales, INALCO), Париж, Франция